# Niviventer tenaster
Niviventer tenaster is een knaagdier uit het geslacht Niviventer dat voorkomt in de bergen van Zuidoost-Azië. Het dier is tot nu toe gevonden in Mount Victoria en Mulayit Taung (Myanmar), Doi Pui en Doi Suthep (Chiang Mai, Noordwest-Thailand), de Elephant Mountains (Cambodja), Zuid-Laos, Vietnam, het Tengchong-gebied van West-Yunnan (Zuid-China) en op Hainan. Deze soort is wel als een ondersoort gezien van N. cremoriventer, maar die is niet nauw verwant. Waarschijnlijk is N. tenaster het nauwste verwant aan N. coninga en N. confucianus.